# Podalonia compacta
Podalonia compacta là một loài côn trùng cánh màng trong họ Sphecidae, thuộc chi Podalonia. Loài này được Fernald miêu tả khoa học đầu tiên năm 1927.